# 惡女花魁
《惡女花魁》是日本漫畫家安野夢洋子所連載的日本漫畫作品。描繪出在江戸的吉原裡被養育長大的清葉、當上花魁時的困境、事件等種種人生百態。
於講談社漫畫雜誌〈Evening〉上進行不定期連載。於2003年出版單行本第1卷，在原本故事發展已經結束的情形下，於2005年1月〈Evening〉雜誌上宣布將重新連載第二部的消息，目前已停止連載。
當時的宣傳標語為。
於2007年改編成真人電影。

## 劇情大綱
「不知怎的，我就是會，我就是懂得怎麼看男人才會使他們興奮。」—— 清葉
清葉在八歲時，就被賣到遊廓。起初是在花魁粧妃旁服侍，並學習如何成為花魁，而在花魁粧妃出嫁後，便把髮簪象徵性的傳承給清葉。長大後的清葉不負粧妃的期待成了花街眾所矚目的焦點。但是自己卻被迷戀許久的恩客拋棄，讓她對愛情徹底失望，並發誓再也不要愛上男人，轉而全心全意的投入工作，把服務男人當成一種技術，不久後她當上了花街上的首席－花魁。   
但是在她遇上武士－倉之助後，生活漸漸起了變化，而倉之助也趁勢向她求婚，讓清葉又驚又喜，但是卻也害怕再次受到傷害，因此她說：「當花街下起櫻花雨，我就嫁給你！」隔天，她被媽媽桑的聲音吵醒，打開窗戶，卻見到令她永生難忘的美景－櫻花雨。原來是倉之助將他處的櫻花樹全移到花街前，讓這條街下起了繽紛的櫻花雨。正當所有人都為了眼前的美景暫歇腳步之時，清葉在窗邊流下了眼淚，不僅是感傷幼時離開家鄉後就再沒見過櫻花雨，更重要的是也被倉之助所做的一切所感動。   
看來清葉非嫁不可了！遊廓裡的鴇母準備好華麗的嫁妝和衣裳，準備讓她快樂的出嫁成為武士夫人。但，就在出嫁前一晚，她找到了她生命中的真命天子……。

## 出版書籍
| 冊數 | 講談社        | 講談社                 | 博漫出版社     | 博漫出版社             |
| 冊數 | 發售日期      | ISBN                   | 發售日期       | ISBN                   |
| ---- | ------------- | ---------------------- | -------------- | ---------------------- |
| 全   | 2003年11月6日 | ISBN 978-4-06-334829-3 | 2005年12月31日 | ISBN 978-986-710-009-2 |

電影寫真書
惡女花魁寫真集 蜷川實花：2007年2月15日、ISBN 978-4-06-213843-7（講談社）

## 電影
由蜷川實花改編成真人電影，由蘋果歌姬－椎名林檎擔任主題曲演唱，本片旨在刻劃江戶時期惡女花魁的傳奇。

### 演員
- 清葉（日暮）：土屋安娜（幼年：小池彩夢）
- 倉之助：椎名桔平
- 惣次郎：成宮寬貴
- 高尾：木村佳乃
- 花魁粧妃：菅野美穗
- 光信：永瀨正敏
- 若菊：美波
- 大工：山本浩司
- 坂口：遠藤憲一
- しげじ：山口愛
- 蘭花：小泉今日子
- 楼主：石橋蓮司
- 女将：夏木麻里
- ご隠居：市川左團次（特別出演）
- 清次：安藤政信
- 桃花：蜷川みほ
- 琴音：もたい陽子
- 空蟬：松下恵
- 晝顏：月船さらら
- 夕風：藤森麻由
- 舞鶴：中村友理
- つつじ：海老沢神菜
- 雪路：近野成美
- 白玉：杉林沙織
- にほひ：吉田里琴
- みやこ：矢口蒼依
- 吉造：野村貴志
- 小春：飯沢もも
- 明石：真中莉子
- 粧妃的客人：津田寛治
- 清葉的客人：長塚圭史
- 床紅葉の客：薩布（SABU）
- 日暮的客人：丸山智己
- 花屋：小栗旬

### 製作團隊
- 監督：蜷川實花
- 原作：安野夢洋子
- 腳本：タナダユキ
- 音樂：椎名林檎
- 製作：寺嶋博礼、堤静夫、亀山慶二、工富保、山本良生、庄司明弘、那須野哲弥、中村邦彦、渡邊正純
- 執行製作人：椎名保、山崎浩一、早河洋、五十嵐隆夫、水野文英、伏谷博之、廣瀬敏雄、石川治、石井晃
- 主要製作人：豊島雅郎
- 製作人：宇田充、藤田義則
- 協商製作人：谷島正之
- 線上製作人：中林千賀子
- 攝影：石坂拓郎
- 照明：熊谷秀夫
- 美術：岩城南海子
- 裝飾：相田敏晴
- 服裝造型：伊賀大介、杉山優子
- 鮮花設計：東信
- 動作指導：柄澤功
- 視覺設計：Tycoon Graphics
- 視覺特效：橋本満明
- 錄音：松本昇和
- 編輯：森下博昭
- 攝影監控：小泉篤美
- 製作擔當：本藤雅浩
- 助監督：山本透
- 日本江戸文化監修：藤原千恵子、峰崎博次
- 三味線演奏：常磐津文字東久
- 舞蹈、禮儀指導：花柳錦翠美
- 特別節目製作：TimeWarp
- 發行：Asmik Ace
- 製作：蜷川組「さくらん」電影製作委員會（Asmik Ace、巴而可、講談社、朝日電視台、朝日放送、淘兒唱片、WOWOW、名古屋電視台、Cinema Investment、電通）

### 主題曲
- 主題曲－短暫少女（椎名林檎×SOIL&"PIMP"SESSIONS（日语：SOIL&"PIMP"SESSIONS））
- 片尾曲－世界的盡頭（椎名林檎×齋藤毅（日语：斎藤ネコ）＋椎名純平（日语：椎名純平））

### 相關商品

#### 原聲帶
『平成風俗』椎名林檎x斎藤ネコ
本作原聲音樂專輯比電影上映日前早3天（2月21日）發行。劇中曲和劇中原曲收錄其中。與小提琴家齋藤毅一起合作的作品、而這張專輯也是「椎名林檎」暌違4年後所發行的專輯。

#### DVD
- さくらん 〜花魁音楽画巻〜（DVD1枚組、2007年2月21日發行、發行商：Asmik Ace、販售商：角川映畫）
  - 本編上映前先行發售的宣傳用DVD。

- さくらん 特別版（DVD2枚組、2007年8月3日發行、初回限定生産、發行商：Asmik Ace / 講談社、販售商：角川映畫）
  - ディスク1：本編DVD
    - 映像特典
      - 特報・劇場予告編・TVスポット集

    - 音声特典
      - オーディオコメンタリー（土屋アンナ×安藤政信×監督：蜷川実花×製作人：宇田充）

  - ディスク2：特典DVD
    - メイキング「さくらん撮影日記」〜密着3ヶ月!花魁たちの支度部屋〜
    - 未使用シーン集〜切って切なく〜
    - イベント桜前線!宣伝道中2006年春―2007年春
      - 制作発表記者会見
      - クランクアップ会見
      - ベルリン出陣!記者会見&完成披露試写会
      - 名古屋「御圓座」一大花魁道中&舞台挨拶
      - 初日記者会見&舞台挨拶

    - 『さくらん』極彩色絵巻〜スペシャル番組集
      - 「さくらん・極彩色青春絵巻」（3分30秒×3バージョン）
      - 「さくらん・極彩色ワンダーランド・ツアー」（テレビ特番）

    - THIS IS O-I-R-A-N『さくらん』海外出陣映像集
      - 第57回ベルリン国際映画祭・正式上映
      - 第31回香港国際映画祭・特別部門オープニング上映
      - イギリスTV局による蜷川実花インタビュー

  - 特製スリーブケース付きデジパック仕様

- さくらん 通常版（DVD1枚組、2007年8月3日發行、發行商：Asmik Ace / 講談社、販售商：角川映畫）
  - 影像、音像特典：特別版、同樣為一枚入。

#### Blu-ray Disc
- 【TCE Blu-ray SELECTION】さくらん ブルーレイ スペシャル・エディション（BD1枚組、2012年9月5日發行、發行商：Asmik Ace / 講談社、販售商：TC娛樂）
  - 影像、音像特典：THIS IS O-I-R-A-N『さくらん』除了收錄海外出陣映像集外，還包括刪減片段全映像、音像特典。

### 得獎記錄
- 日本電影金像獎[3]
  - 優秀音樂獎－椎名林檎
  - 優秀美術獎－岩城南海子
- 亞洲電影大獎[4]
  - 最佳原創音樂提名－椎名林檎
  - 最佳美術指導提名－岩城南海子

## 外部連結
- 安野夢洋子 官方網站内作品頁面 (可能內含第一話試閱內容)  （页面存档备份，存于）（日語）
- さくらん - allcinema（日語）
- さくらん - KINENOTE（日語）
- AllMovie上《Sakuran》的资料（英文）
- 互联网电影数据库（IMDb）上《Sakuran》的资料（英文）